# Palazzo Savorgnan
Palazzo Savorgnan è un'architettura di Venezia, ubicata nel sestiere di Cannaregio e affacciata sul canale di Cannaregio, a destra di Palazzo Manfrin Venier.

## Attribuzione
Costruito nel XVII secolo per la nobile famiglia Savorgnan, è un progetto di Giuseppe Sardi (autore tardo-barocco del vicino Palazzo Surian Bellotto), chiaramente ispirato a Baldassare Longhena. La studiosa d'architettura Elena Bassi ammette però che la realizzazione possa essere stata ultimata da Antonio Gasperi a causa della similarità di questo edificio con Ca' Zenobio degli Armeni.

## Storia
Nel 1788 Palazzo Savorgnan fu vittima di un grave incendio, che ne danneggiò molte parti, (tra cui forse l'enorme abbaino settecentesco che ne deturpava l'aspetto) dando inizio a un degrado che durò almeno fino all'acquisto della struttura da parte dei Galvagna, nel 1826. Questa famiglia conservava una vasta pinacoteca, con opere di Palma il Vecchio e altri grandi artisti veneti, la quale però, nel 1855 fu dispersa in seguito a un'asta (molte opere della collezione Galvagna sono conservate alla National Gallery di Londra).
Nei primi anni del XX secolo il palazzo fu trasformato in collegio femminile, mentre nel 1968 passò alla Provincia di Venezia. Attualmente in buono stato, ospita l'istituto tecnico per il turismo "Francesco Algarotti"

## Architettura

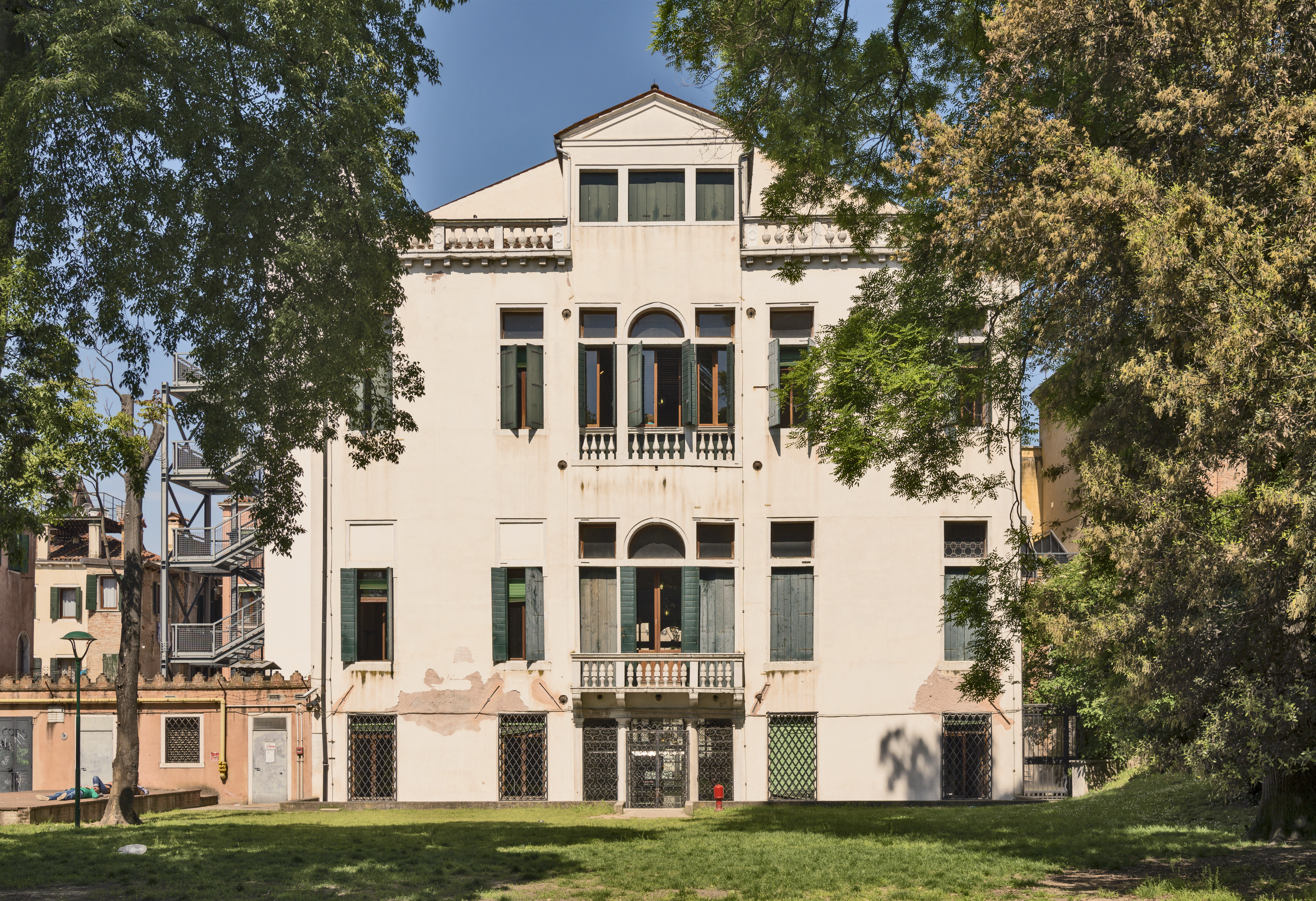
La facciata posteriore vista dal giardino

La facciata, di grandi dimensioni, si dispone in quattro livelli, disegnati da marcapiano. Al piano terra, con superficie a bugnato, trova posto centralmente un semplice portale rettangolare, affiancato da monofore. Da tale portale si accede all'ampio portego colonnato.
I due piani nobili hanno tutte aperture in cornici lapidee dotate di mascheroni e balaustrine: centralmente un'ampia serliana e ai lati due monofore centinate. Il secondo piano ha due grandi sculture rappresentanti stemmi. Il terzo piano, di fatto un mezzanino di sottotetto, ha una forometria simmetrica a quella degli altri piani, costituita da monofore minori di forma quadrangolare.
Un recente restauro della facciata prospiciente il rio di Cannaregio a cura della Provincia di Venezia, proprietaria del complesso architettonico, ha messo in luce le strutture lapidee e murarie dell'opera, rivelando le modalità operative delle maestranze dell'epoca. In particolare sono emerse le modalità con cui venivano ancorate le cornici lapidee e i mascheroni, fissati non solo attraverso un incastro con la struttura muraria ma anche con zanche metalliche forgiate in opera. Altre strutture metalliche venivano utilizzate per fissare le travature principali alla muratura del mezzanino creando così una struttura architettonica che collabora nel suo complesso (facciate principali, mastri murari, coperture, solai).
Sul retro del palazzo si apre un vasto giardino, ancora ben conservato, il quale, unito al giardino di Palazzo Manfrin Venier, è stato reso parco pubblico. Durante il XIX secolo esso fu interessato da vari interventi: quello eseguito nel 1802 da Pietro Chezia e quello disegnato dalla mano del barone Galvagna che, ispirandosi al genere del giardino all'inglese, fece abbattere vari casolari per ottenere nuovi spazi e potervi edificare sentieri, dislivelli, collinette e boschetti.